# Treosa

Estructura

La treosa, en anglès:Threose, és un carbohidrat monosacàrid de quatre àtoms de carboni amb la fórmula molecular C₄H₈O₄. Té un grup funcional aldehid terminal en lloc de la cetona en la seva cadena linear i, per tant, es considera que forma part de la família de l'aldosa. El nom de treosa es pot fer servir per als dos D- i L-estereoisòmers, i més generalment per la mixtura racèmica (D/L-, parts iguals D-iL-) com també a les estructures més genèriques de treosa. El prefix "treo" serveix per a la descripció de les estructures i centres quirals, "on els prefixos... designen la configuració relativa dels centres".

Projecció de Fischer il·lustrant els dos enantiòmers de la treosa